# Bathmocercus
Bathmocercus – rodzaj ptaków z rodziny chwastówkowatych (Cisticolidae).

## Występowanie
Rodzaj obejmuje gatunki występujące w Afryce Subsaharyjskiej.

## Morfologia
Długość ciała 12–13 cm, masa ciała 14–20 g.

## Systematyka

### Etymologia
Greckie βαθμος bathmos – krok < βαινω bainō – iść; κερκος kerkos – ogon.

### Podział systematyczny
Do rodzaju należą następujące gatunki:
- Bathmocercus cerviniventris (Sharpe, 1877) – strumieńczyk czarnogłowy
- Bathmocercus rufus Reichenow, 1895 – strumieńczyk czarnolicy